# Alexander M. Hardy

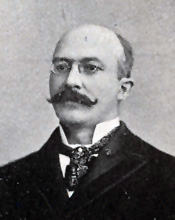
Alexander M. Hardy

Alexander Merrill Hardy (* 16. Dezember 1847 in Simcoe, Ontario, Kanada; † 31. August 1927 in Tonopah, Nevada) war ein US-amerikanischer Politiker. Zwischen 1895 und 1897 vertrat er den Bundesstaat Indiana im US-Repräsentantenhaus.

## Werdegang
Alexander Hardy wuchs in seiner kanadischen Heimat auf. Im Jahr 1864 kam er in die Vereinigten Staaten, wo er am Eastman College in Poughkeepsie (New York) einen Handelskurs absolvierte. Zwischen 1869 und 1873 war er in New Orleans im Zeitungsgeschäft tätig. Dann zog er nach Natchez in Mississippi, wo er bis 1877 eine Zeitung herausgab. Dort war er außerdem Leiter der Hafenverwaltung. Im Jahr 1884 kam er nach Washington in Indiana. Nach einem Jurastudium und seiner im Jahr 1884 erfolgten Zulassung als Rechtsanwalt begann er in Terre Haute in diesem Beruf zu arbeiten.
Politisch war Hardy Mitglied der Republikanischen Partei. Bei den  Kongresswahlen des Jahres 1894 wurde er im zweiten Wahlbezirk von Indiana in das US-Repräsentantenhaus in Washington, D.C. gewählt, wo er am 4. März 1895 die Nachfolge von John L. Bretz antrat. Da er im Jahr 1896 nicht bestätigt wurde, konnte er bis zum 3. März 1897 nur eine Legislaturperiode im Kongress absolvieren.
Nach seinem Ausscheiden aus dem US-Repräsentantenhaus praktizierte Hardy wieder als Anwalt in Washington (Indiana). Im Jahr 1904 verlegte er seine Kanzlei und seinen Wohnsitz nach Los Angeles in Kalifornien. Über Searchlight (Nevada) und Salt Lake City (Utah) gelangte er im Jahr 1914 nach Tonopah, wo er weiterhin als Jurist arbeitete. Außerdem war er im Bergbaugewerbe tätig. Alexander Hardy starb am 31. August 1927 in Tonopah, wo er auch beigesetzt wurde.